# ارين ديفيدسون
ارين ديفيدسون (بالإنجليزية: Warren Davidson)‏ هو مسير أعمال وسياسي أمريكي، ولد في 1 مارس 1970 في تروي في الولايات المتحدة. حزبياً، نشط في الحزب الجمهوري. في انتخابات مجلس النواب الأمريكي 2014 ‏، انتخب عضو مجلس النواب الأمريكي عن دائرة الدائرة الكونغرسية الثامنة لأوهايو ‏ وقد انضم خلال فترته النيابية ‏ (9 يونيو 2016 – 3 يناير 2017) للكتلة البرلمانية الحزب الجمهوري وفي انتخابات مجلس النواب الأمريكي 2016، انتخب عضو مجلس النواب الأمريكي عن دائرة الدائرة الكونغرسية الثامنة لأوهايو ‏ وقد انضم خلال فترته النيابية ‏ (3 يناير 2017 – 3 يناير 2019) للكتلة البرلمانية الحزب الجمهوري وانتخب عضو مجلس النواب الأمريكي.

## وصلات خارجية
- الموقع الرسمي